# Màquina de Lorenz

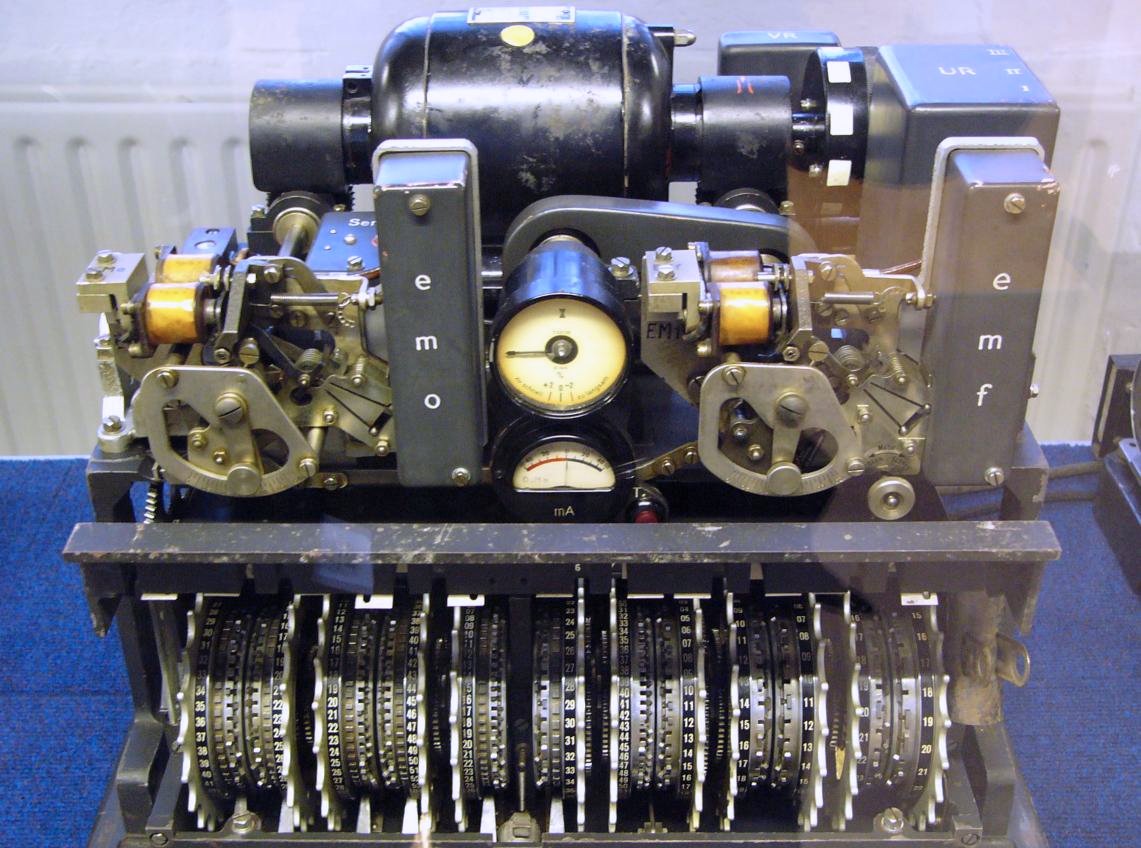
La màquina de Lorenz es va utilitzar per xifrar comunicacions militars alemanyes d'alt valor durant la Segona Guerra Mundial. Els criptoanalistes de Bletchley Park van aconseguir descifrar el seu codi.

Les màquines de Lorenz SZ 40 i SZ 42 (SZ per " Schlüsselzusatz ", que es pot traduir com "clau afegida") són màquines de xifrat que van ser utilitzades durant la Segona Guerra Mundial per l'Alemanya nazi per a comunicacions amb teletip.

## Fish vs.Tunny
Els criptògrafs britànics, que generalment es referien al flux de missatges alemanys xifrats enviats per teleimpressora com a Fish (traduït com "peix"), van anomenar la màquina i els seus missatges " Tunny " (traduit com " Tonyina "). Mentre que la ja coneguda màquina Enigma servia a l'exèrcit, la màquina de Lorenz estava destinada a comunicacions d'alt nivell entre la seu ubicada a Berlín i la seu dels diferents cossos d'exèrcit, que podien confiar en aquest aparell pesat, el seu operador i circuits dedicats. La pròpia màquina mesurava 51×46× 46 i venia amb teletips estàndard de Lorenz. Aquestes màquines aplicaven un mètode de xifrat de flux.
El codi d'aquesta màquina suposadament inviolable va ser trencat pels Aliats entre 1942 i 1943, per l'equip de Bletchley Park dirigit per Alan Turing, qui tot i haver aconseguit aquest repte, acabada la guerra, fou detingut per homosexual, forçat a castració química i acabaria morint en mossegar "accidentalment" una poma impregnada amb cianur.

## Funcionament

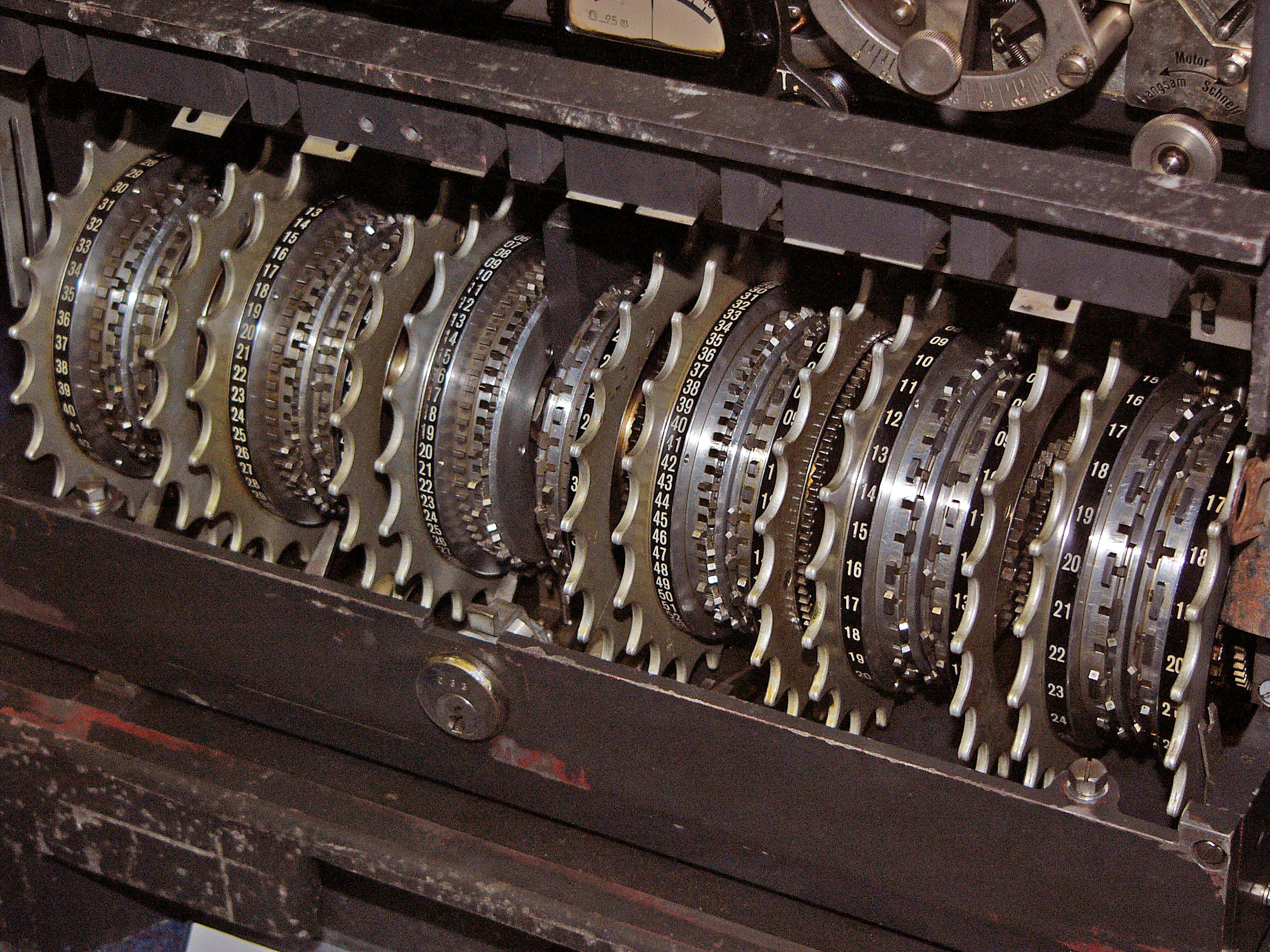
La màquina de Lorenz tenia 12 rodes de 501" punxes ".

Els teletips tractaven primer cada caràcter, normalment xifrat amb codi Baudot o un procés equivalent, com a 5 bits en paral·lel en 5 línies. La màquina de Lorenz va produir grups de cinc bits pseudoaleatoris per ser combinats per l'operador OR exclusiu de text pla. Els bits pseudoaleatoris van ser generats per deu " rodes de pins cinc d'elles giren regularment, anomenades rodes χ (chi) i altres cinc amb marxa irregular, anomenades rodes ψ (psi). El pas de gir de les rodes {\displaystyle \psi } depenia d'altres dues rodes, anomenades " rodes motrius ". A més del seu paper com a accionament irregular de cinc rodes (que avançaven juntes o s'aturaven junts), la màquina de Lorenz constitueix un generador pseudoaleatori amb cinc corrents paral·lels de bits. ; no existeix cap altra interacció entre les cinc línies. Els números de " pins sobre totes les rodes van ser els primers entre ells.
Aquestes màquines eren del mateix tipus que les proposades per primera vegada pel coronel Parker Hitt de l'Exèrcit dels Estats Units d'Amèrica a l'època de la Primera Guerra Mundial.

## Criptoanàlisi
Els criptoanalistes de Bletchley Park van descobrir com funcionava la màquina el gener de 1942 sense haver vist mai cap còpia. Això va ser possible a causa d'un error comès per un operador alemany. el 30 d'agost de 1941, es va enviar un missatge de 4 000 caractères ; tanmateix, el missatge no havent-se rebut correctament a l'altre extrem, es va retransmetre amb la mateixa clau (una pràctica formalment prohibida pel procediment). A més a més, la segona vegada es va transmetre el missatge amb algunes modificacions, com l'ús de determinades abreviatures. A partir d'aquests dos textos xifrats, John Tiltman va poder reconstruir tant el text pla com el xifrat. Segons el xifrat, tota l'estructura de la màquina va ser reconstruïda per WT Tutte.
Les transmissions " Tunny " van ser interceptades a Knockholt a Kent, abans de ser enviades a Bletchley Park.
Els britànics van desenvolupar diverses màquines complexes per atacar aquest tipus de missatges. El primer, de la família coneguda com " Heath Robinson (en) va utilitzar tires de paper que es mouen ràpidament al llarg de circuits electrònics lògics per desxifrar el flux xifrat.
El següent va ser l'ordinador Colossus, el primer ordinador electrònic digital del món (no obstant això, com ENIAC, no presentava cap programari a bord i es programava mitjançant targetes endollables, interruptors i panells de connexió). Era més ràpid i més fiable que els " Heath Robinsons " ; el seu ús va permetre als britànics llegir una gran part de les comunicacions de tipus Tunny .
El servei suec de criptoanàlisi, FRA (Försvarets radioanstalt), també havia trencat el sistema de Lorenz ; la seva solució es va trobar l'abril de 1943 .